# Braga Rugby
O Braga Rugby, é uma secção autónoma do Centro Cultural Social de Santo Adrião, sediado em Braga e federado na Federação Portuguesa de Rugby (FPR). O clube dedica-se exclusivamente à prática de rugby nas variantes de XV, Sevens e Praia nos seus diversos escalões, que vão desde sub6 até aos veteranos tanto na categoria masculina como feminina.
O clube encontra-se actualmente registado na FPR com a designação social de Centro Cultural Social de Santo Adrião (CCSSA), sendo a designação desportiva Braga Rugby, nome pelo qual é conhecido.